# Mark Barroca
Andy Mark Barroca (Zamboanga, 25 aprile 1986) è un ex cestista filippino.

## Carriera
Con le Filippine ha disputato i Campionati asiatici del 2011 e i Campionati mondiali del 2019.